# Alte Schule Grafel

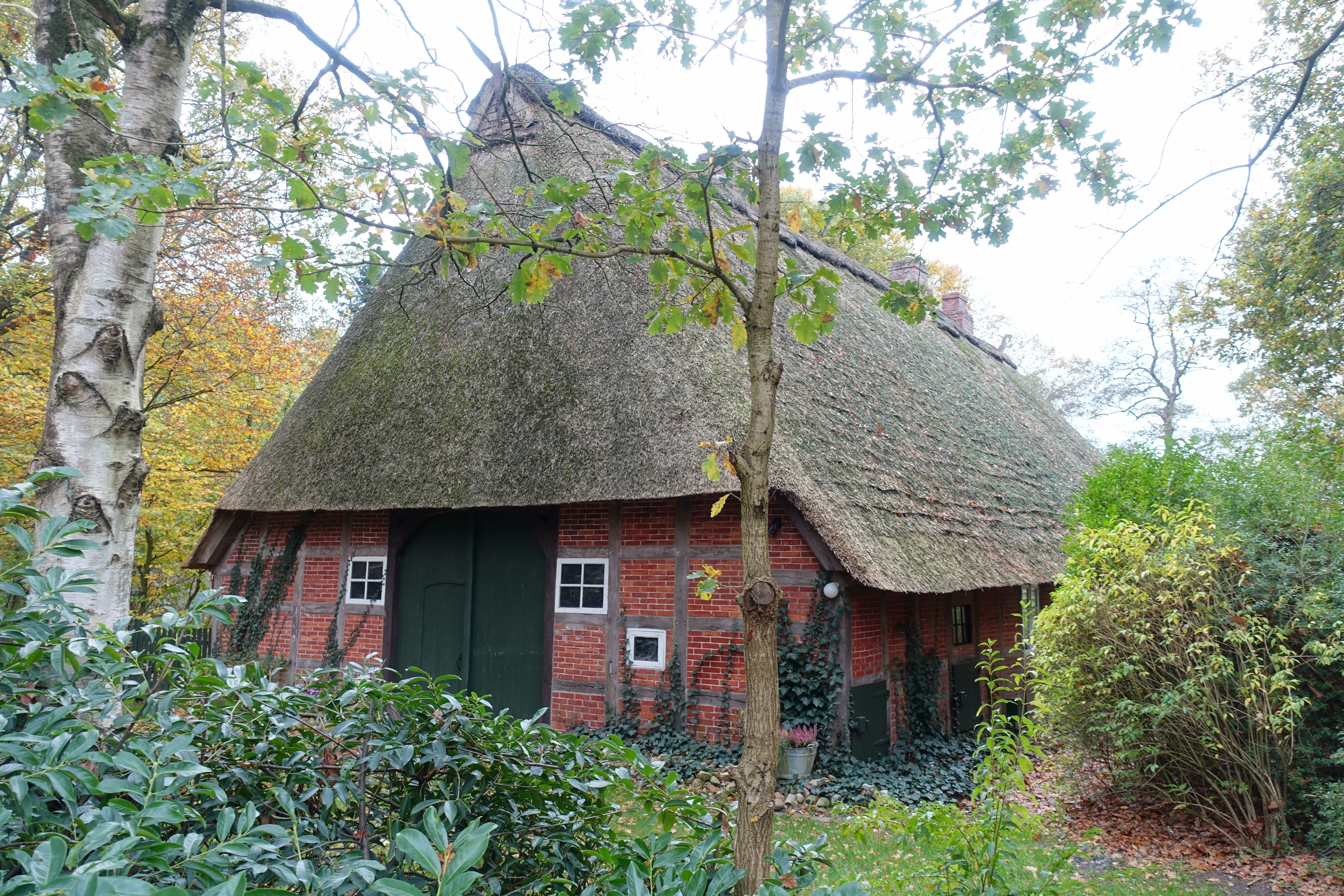
Alte Schule Grafel, Ost- und Nordfassade (2022)

Die ehemalige Alte Schule Grafel, Grafel 12, in Ortsmitte westlich der Straße in der niedersächsischen Gemeinde Anderlingen, Ortsteil Grafel, wurde im 19. Jahrhundert gebaut. Aktuell (2025) wird sie gewerblich genutzt.
Das Gebäude steht unter Denkmalschutz (siehe auch Liste der Baudenkmale in Anderlingen).

## Geschichte und Beschreibung
1850 wurde in Grafel die erste Volksschule eröffnet. Etwa 100 Jahre später wurde diese geschlossen.
Das eingeschossige giebelständige Gebäude in der Art eines Wohn- und Wirtschaftsgebäude als Zweiständer-Hallenhaus in Fachwerk mit Steinausfachungen, reetgedecktem Dreiviertelwalmdach, Uhlenloch und Grooter Door mit geradem Abschluss (aber ohne die üblichen seitlichen Stalltüren), wurde in der ersten Hälfte des 19. Jahrhunderts als Dorfschule gebaut. Der Erhaltungszustand entspricht dem Original.
Das Landesdenkmalamt befand u. a.: „… Die ehemalige Dorfschule von Grafel befand sich in einem regionstypischen Wohn-/Wirtschaftsgebäude …“
Unterricht findet aktuell (2025) in der Grundschule Selsingen und der Oberschule Heinrich-Behnken-Schule in der Samtgemeinde Selsingen statt.